# Iván Carril
Iván Carril Regueiro (Rebordaos, 13 febbraio 1985) è un ex calciatore spagnolo, di ruolo centrocampista.

## Palmarès

### Club

#### Competizioni nazionali
- Coppa d'Austria: 1

Ried: 2010-2011
- Campionato neozelandese: 1

Auckland City: 2014-2015

#### Competizioni internazionali
- OFC Champions League: 1

Auckland City: 2014-2015